# Magliano Alpi
Magliano Alpi (piemontesisch Majan) ist eine Gemeinde in der italienischen Provinz Cuneo (CN), Region Piemont.

## Lage und Einwohner
Die Gemeinde Magliano Alpi ist in zwei völlig unterschiedliche Gebietseinheiten unterteilt. Eine nördliche, die an die Gemeinde Mondovì (420 m über dem Meeresspiegel) grenzt und den Gemeindesitz beherbergt, und die andere südliche, fast völlig menschenleere, in der Nähe der Ligurische Alpen, abgegrenzt von den Städten Ormea, Frabosa Soprana und Frabosa Sottana.  Die beiden Ortsteile liegen etwa 50 km voneinander entfernt. Vom Gemeindesitz sind es 33 km bis zur Provinzhauptstadt Cuneo. Diese Besonderheit ist auf die Tatsache zurückzuführen, dass die Gemeinde ihre Gerichtsbarkeit auch über die Gebiete beibehielt, auf denen die Magliano-Bevölkerung in früheren Jahrhunderten das Recht erhalten hatte, ihr Vieh zu weiden.
Das zweigeteilte Gemeindegebiet umfasst eine Fläche von 32 km² und hat 2161 Einwohner (Stand 31. Dezember 2023). Zur Gemeinde gehören auch die Fraktionen (Frazioni) Magliano Soprano, Magliano Sottano und San Giuseppe.
Die Nachbargemeinden sind Bene Vagienna, Carrù, Frabosa Soprana, Frabosa Sottana, Mondovì, Ormea, Rocca de’ Baldi, Roccaforte Mondovì, Sant’Albano Stura und Trinità.

## Geschichte

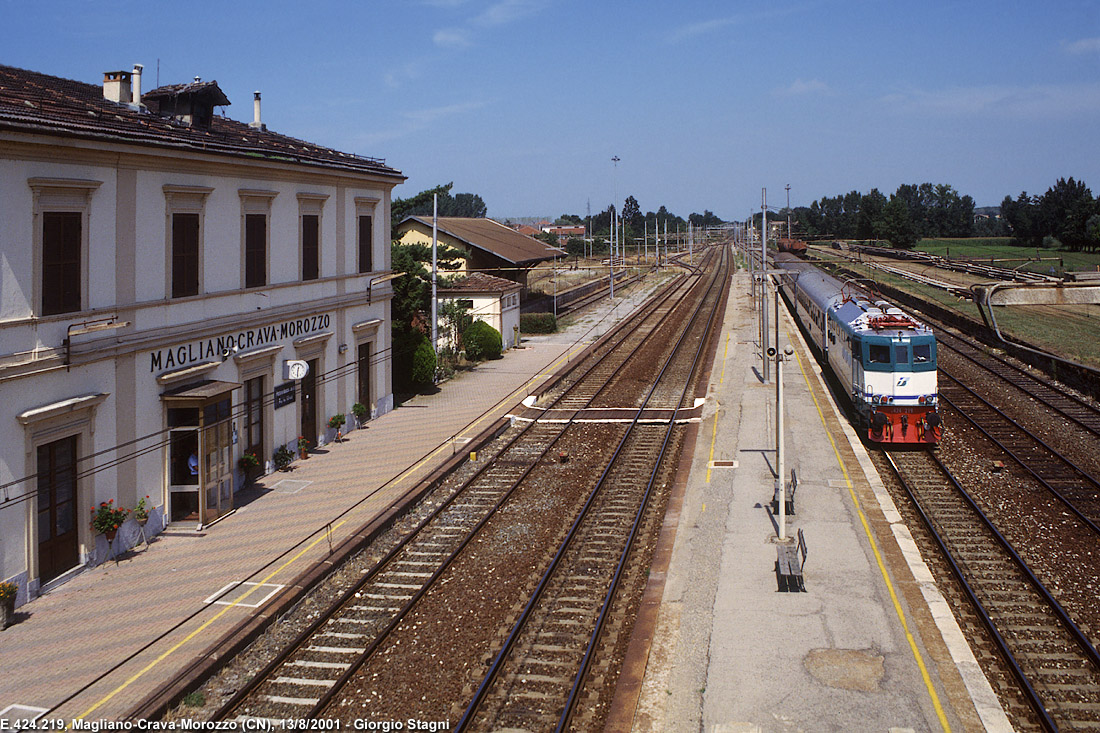
Bahnhof Magliano Alpi

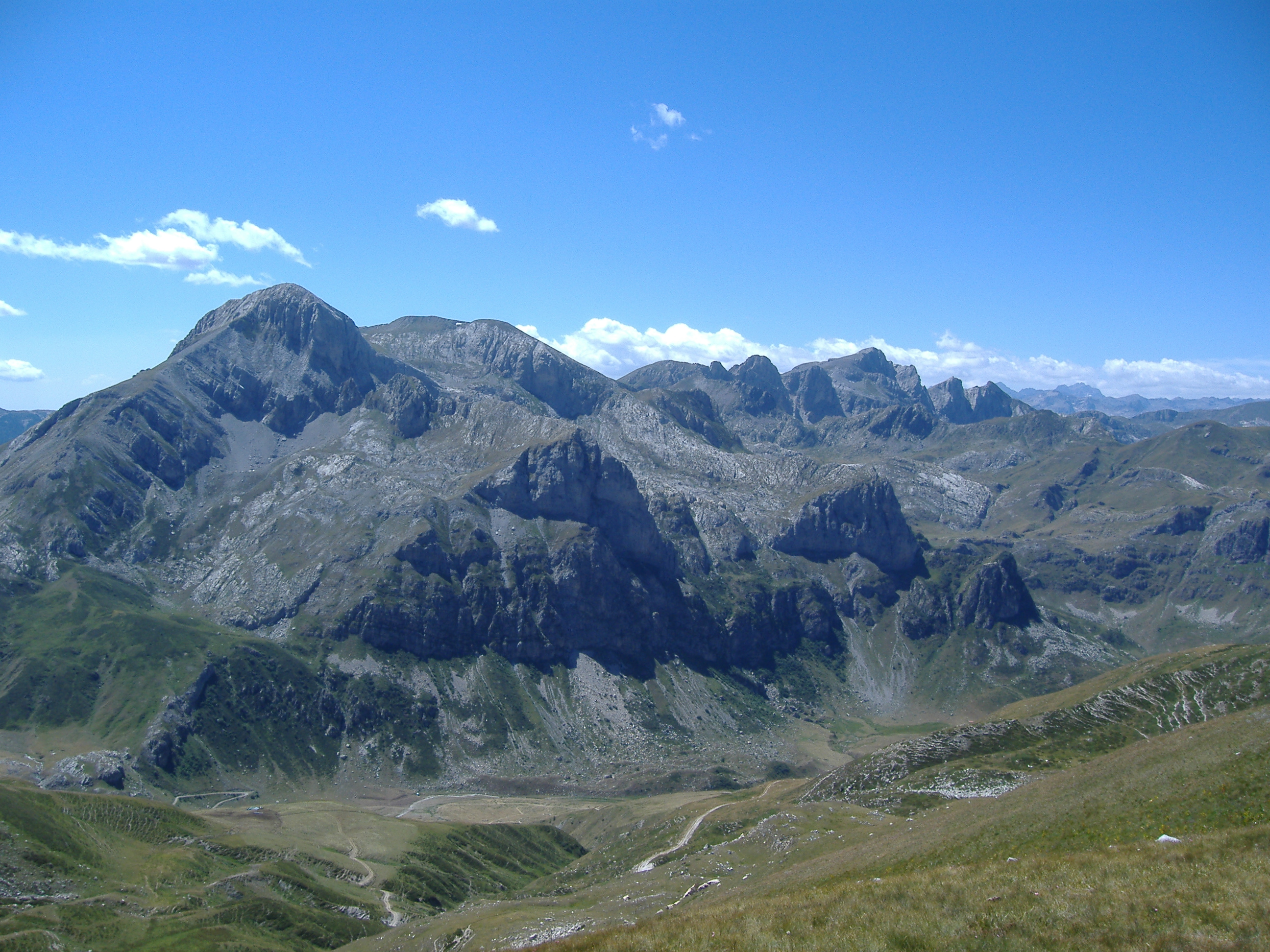
Das alpine Gemeindegebiet

Die Gemeinde Magliano Alpi gehörte dem Komitee von Bredulo und der Diözese Asti an, die ihre Gerichtsbarkeit darüber ausdehnte und ihrerseits der Metropolkirche von Mailand unterstellt war. Es stand unter der Herrschaft der Familie Morozzo, wurde aber mit der Entstehung der freien Gemeinde Mondovì Teil deren Bezirks und blieb diesem Schicksal bis ins 17. Jahrhundert treu.
Magliano Alpi hat seit 1933 einen Bahnhof an der Bahnstrecke Turin–Fossano–Savona die von Regionalzügen bedient wird. Zwischen 1884 und 1939 war die Straßenbahn Fossano-Mondovì-Villanova mit einer Haltestelle in Magliano in Betrieb.

## Sehenswürdigkeiten
- Die Pfarrkirche Mariä Geburt, 1581 als Pfarrkirche erbaut, mit drei Schiffen und zwei wertvollen Holzstatuen im Inneren und einer Kanzel aus dem 18. Jahrhundert.
- Die Pfarrkirche der Heiligen Jungfrau Maria vom Karmin aus dem 19. Jahrhundert, von der die Kapelle San Rocco abhängt.
- Die Kirche San Giuseppe, die um 1896 an der Stelle einer früheren Kapelle erbaut wurde.

## Gemeindepartnerschaft
- Etruria, seit 2008